# Гідрогеологія Росії

## Підземні води
На території РФ підземні води характеризуються різноманітністю умов поширення, формування ресурсів і хімічного складу в гідрогеологічних структурах різного порядку і будови (артезіанські басейни, гідрогеологічні складчасті області і масиви). Системи артезіанських басейнів різного віку виділяються в межах осадового чохла Східно-Європейської платформи (Московський, Волго-Камський, Північно-Двінський, Печорський, Сурсько-Хоперський і інші артезіанські басейни), Західно-Сибірської плити (Західно-Сибірський артезіанський басейн), Сибірської платформи (Ангаро-Ленський, Тунгуський, Якутський, Хатанзький і інші артезіанські басейни), Скіфської і Туранської плит (Азово-Кубанський і Терсько-Кумський артез. басейни). Окремі артезіанські басейни та їх групи приурочені до міжгірських западин, областей палеозойської і байкальської складчастості (Кузнецький, Тувінський, Нижньо- і Верхньозейський артезіанські басейни, Мінусінська група), мезозойської складчастості (Яно-Колимський, Пенжино-Анадирська група і інш.) та кайнозойської складчастості (басейни Сахаліну, Камчатки, Курильських островів). Артезіанські басейни містять горизонти і комплекси водоносних і слабководоносних теригенних і карбонатних порід сумарною потужністю до 15-17 км (Прикаспійський артезіанський басейн), розділені глинистими, рідше галогенними водотривкими або відносно водотривкими товщами.

## Гідрогеологічні складчасті області і масиви
Охоплюють складчасті споруди Балтійського щита, Уралу, Тиману, Нової Землі, Таймиру, Анабарської антеклізи, Алданського щита і Єнісейського масиву, Саяно-Алтайської області, Забайкалля, Сіхоте-Аліня, Верхояно-Колимської, Коряцької, Камчатської, Сахалінської і Курильської областей. У їх межах докембрійські і фанерозойські осадові, метаморфічні і вивержені породи містять тріщинно-жильні, пластово-тріщинні або пластові напірні, напірно-безнапірні і безнапірні підземні води, приурочені головним чином до зон ендогенної і екзогенної тріщинуватості та пухких покривних відкладів. Глибина залягання переривистої в розрізі водоносної зони ендогенної тріщинуватості в глибокометаморфізованих породах древніх масивів може перевищувати 6-7 км. У кріолітозоні, що займає понад 60 % території країни, поширення і формування підземних вод визначається товщею багаторічномерзлих порід потужністю до 500 м (Хатанзький артезіанський басейн). Суцільна товща цих г.п. є регіональним водоупором і обмежує поширення прісних надмерзлотних і міжмерзлотних підземних вод ділянками таликів під великими ріками і озерами. Підмерзлотні води в артезіанських басейнах Східно-Сибірської області є кріопегами-розсолами (до 300 г/л, з температурою до — 5-8 °C), азотно-метановим і сірководневим складом газів.
У напрямі від тундри на південь до аридної зони глибина залягання підземних вод зростає від 0,5-1 м (поблизу Карського моря) до 20-30 м (Оренбурзька обл.), при цьому склад їх перетворюється з НСО3- в SO42- — Cl-, а мінералізація зростає від 0,03-0,1 до 3-5 г/л. У платформних артез. басейнах верхня зона активного (вільного) водообміну розташовується вище регіонального базису ерозії і має потужність від 50-100 м (центр. частина Московського артез. бас.) до 400—500 м (півд.-сх. частина Зах.-Сибірського бас.). У її межах розвинені ґрунтові, напірно-безнапірні і напірні, переважно прісні води, складу НСО3- — Са2+ і Ca2+ — Mg2+ рідше Na+.
У межах соляних куполів Зах. Прикаспію — Ельтон, Баскунчак за рахунок розчинення галіту мінералізація підземних вод зони активного водообміну підвищується до 70-100 г/л при хлоридному натрієвому складі. Зона утрудненого (уповільненого) водообміну звичайно розташовується між регіональним базисом ерозії і першим зверху регіональним водоупором, її потужність 100—150 м (Московський артезіанський басейн). В цій зоні поширені води різноманітного сольового і газового складу з мінералізацією від 3-5 до 20-30 г/л, серед яких зустрічаються мінеральні лікувальні води. Зона дуже утрудненого водообміну залягає глибше регіонального водоупору і охоплює породи осадового чохла та кристалічного фундаменту, її потужність в Передуральському крайовому прогині і Прикаспійській западині досягає 10-12 км. У цій зоні знаходяться головним чином напірні, переважно азотно-метанові розсоли, складу Cl--Na+-Ca2+, Cl--Ca2+-Na+, Cl--Ca2+-Mg2+. Мінералізація в між- і підсольових відкладах Ангаро-Ленського, Тунгуського, Якутського і інш. басейнів досягає 500—600 г/л. Зі зростанням мінералізації, твердості, глибини залягання і т-ри в хлоридних розсолах зростає вміст брому, стронцію, калію, рідкісних лужних елементів. До зони дуже утрудненого водообміну приурочені пром. йодобромні, бромні, йодні і рідкіснометалічні підземні води, які утворюють великі провінції, напр. Зах.-Сибірську провінцію йодних вод, Волго-Камську провінцію бромних і йодобромних вод. і інш.

## Вуглекислі мінеральні води
Вуглекислі мінеральні води різноманітного хім. складу (НСО3-, HCO3--SO42-, Cl--НС03-) формуються в областях активного вияву термометаморфічних процесів в межах Примор'я, Забайкалля, Півн. Кавказу і інш. регіонів (родов. Ластівка, Дарасунське, Кисловодський нарзан, Жєлєзноводськ). Вони нерідко містять бор, арсен, флуор і інш. мікроелементи.
Радонові мінеральні води різноманітного складу (родов. Бєлокуріха, Молоковка, Ліповка) пов'язані з гранітоїдами і активізованими в четвертинний час тектонічними порушеннями. У областях сучасного вулканізму (Камчатка і Курили) розвинені вуглекисло-азотні і азотні, кременисті (НСО3--Cl-) холодні і термальні (Cl-) води, кислі і ультракислі (з рН<3, склад SO42- і Cl--SO42-) термальні і холодні залізисті, алюмінієві, амонійні і водневі води із загальною мінералізацією до 3-5 г/л. Сірководневі води поширені в зоні утрудненого водообміну в артез. басейнах, що містять сульфатні г.п. і нафт. вуглеводні (Передуралля, Зах. Якутія і інш.).

### Курорти
У РФ виявлено 286 родов. різн. мінеральних вод. Відомі курорти: Марціальні Води (Карелія), Єсентуки, Кисловодськ, П'ятигорськ, Жєлєзноводськ (Півн. Кавказ), Дарасун, Кульдур (Забайкалля), Паратунка, Паужетка (Камчатка) і інш.

## Прісні підземні води
Осн. ресурси прісних підземних вод містяться в теригенних і карбонатних відкладах верх. зони платформних артезіанських басейнів, в алювіальних відкладах річкових долин, алювіально-пролювіальних відкладах передгірських конусів винесення. Розвідані запаси прісних підземних вод 550 м3/с. Бл. 70 % міст РФ використовують для водопостачання підземні води, менше 10 % тільки поверхневі, інші мають комбіноване водопостачання (Москва, Новосибірськ, С.-Петербурґ).
Станом на 2000 р. ресурси підземних вод РФ питної якості оцінюються в 300 км{3} в рік. Експлуатаційні запаси підземних вод в РФ затверджені більш ніж по 3500 родовищах і окремих ділянках. Велика частина (бл. 60 %) підземних вод представлена родовищами із запасами до 10 тис. м{3}/добу. На частку великих родовищ із запасом понад 100 тис. м{3}/добу припадає 150 родовищ. З 3060 родовищ із запасами, підготовленими до промислового освоєння, експлуатується лише 1750 (87 %). Бл. 40 % родовищ належить до категорії практично не захищених. Загальний відбір підземних вод в Росії в 1999 р. становив 36,1 млн м{3}/добу, з яких бл. 5 млн м{3}/добу припадає на шахтний і кар'єрний водовідлив та дренаж. Частка підземних вод в загальному балансі питного водопостачання становить 46 %